# Beat Graf

Beat Graf

Beat Graf (Appenzell, 21 februari 1933 – aldaar, 27 oktober 2015), was een Zwitsers politicus.
Beat Graf volgde middelbaar onderwijs in Appenzell. Hierna volgde hij een opleiding in het verzekeringswezen en was werkzaam voor Helvetia Patria Versicherung. Van 1969 tot 1998 was hij manager van de brandverzekeringen in het kanton Appenzell Innerrhoden. Van 1971 tot 1980 was hij districtsrechter en vanaf 1976 was hij vicepresident van de districtsrechtbank en van 1980 tot 1985 was hij kantonsrechter van het kanton Appenzell Innerrhoden.
Beat Graf was lid van de Christendemocratische Volkspartij (CVP). Van 1985 tot 1993 was hij lid van de Standeskommission (regering) van Appenzell Innerrhoden) en bekleedde hij de post van directeur van Economische Zaken. Tussen 1985 en 1993 was hij afwisselend Pannerherr (dat wil zeggen plaatsvervangend regeringsleider) en Regierend Landammann van Appenzell Innerrhoden.
Hij zat zowel de laatste uitsluitend uit mannen bestaande Landsgemeinde voor (1990), alsook de eerste waaraan ook vrouwen deel mochten nemen (1991).
Beat Graf verbeterde de situatie in de landbouw en slaagde erin om hooggekwalificeerde overheidsbanen te creëren.

## Landammann
- 1985 - 27 april 1986 – Pannerherr
- 27 april 1986 - 24 april 1988 – Landammann
- 24 april 1988 - 29 april 1990 – Pannerherr
- 29 april 1990 - 26 april 1992 – Landammann
- 26 april 1992 - 1993 – Pannerherr